# Газар Парпеций
Газар Парпеці (Парпеций) (вірм. Ղազար Փարպեցի) — вірменський літописець та історик V–VI століття. Мав близькі зв’язки з впливовою шляхетною родиною Мамиконів. Найбільш відомий створенням історії Вірменії приблизно на початку VI століття.

## Біографія
Газар народився в селі Парпі (поблизу міста Аштарак у Вірменії, що знаходилось під владою Сасанідів) і був вихований принцесою з роду Маміконян. Завдяки зв’язкам, які він підтримував з родиною Маміконян, після поразки вірмен у битві при Аварайрі у 451 році, Газар переїхав до замку Маміконського принца Ашуса в Гугарку, де здобув початкову освіту. Навчаючись у Агана Артструні, подружився з Вааном Маміконяном. Відмінно навчався і з 465 по 470 рік відвідував школу в Константинополі, вивчаючи нові мови, релігію, літературу та класичну філософію.:213 Повернувшись до Вірменії, Газар зайнявся освітньою та духовною діяльністю в місті Ширак, який тоді був у володінні родини Камсаракян. З 484 по 486 роки жив у Сюніку, поки Вардан Мамиконян, якого нещодавно призначили главою марзпанської Вірменії, не запросив його наглядати за реконструкцією монастиря, що будувався у Вагаршапаті.  Ваган призначив Газара настоятелем в монастирі, хоча його освіта, а також освітня та духовна політика не сприймались більш консервативними елементами церкви. За звинуваченням в єресі, він був вигнаний з монастиря у 490 році, оселившись у місті Аміда у Візантії.:214
Згідно з вірменською традицією Газар був похований біля руїн вірменської церкви в каньйоні Парпі, на південь від села Лазрев у Вірменії.

## Праці
Газар найбільш відомий написанням «Історії Вірменії». Після повернення з Аміди в 493 році Вардан Маміконян попросив свого друга написати нову історію Вірменії, починаючи з того місця, де закінчив історик Фавстос Візантійський, тобто з правління царя Арсака II (Аршака II). :215 Історія складається з трьох частин. Перша розповідає про історію Вірменії з середини IV століття та життя у Вірменії під владою Сасанідів до смерті Саака Партева та Месропа Маштоца в середині V століття. Друга стосується подій, що передували битві при Аварайрі, а також її подальших наслідків, а третя — описує Вартананкські війни та підписання Нварсацького договору 484 року. :215–6 Основними джерелами, які він використовує в історії, є первинні праці інших істориків, Агафангела Вірменського, Корюна та Фавстоса, хоча він, очевидно, використовував праці інших істориків, зокрема «Historia Ecclesiastica» Євсевія Кесарійського.

## Переклади

### Переклади англійською
Історія Вірменії, перекладена англійською Робертом Бедросяном (1980).
Історія Вірменії, перекладена англійською мовою Робертом В. Томсоном (1991).